# 钨酸钙
钨酸钙是一种无机化合物，化学式为CaWO4，它在自然界以白钨矿的形式存在。

## 制备
钨酸钙可以由钨酸钠和硝酸钙反应得到：
Ca(NO3)2 + Na2WO4 → CaWO4↓+ 2 NaNO3

## 性质
钨酸钙可以被硅还原，生成钨及其硅化物等物质。钨酸钙通过熔盐电化学还原法可以制得钨粉。